# إيدي ريفن
إيدي ريفن (بالإنجليزية: Eddy Raven)‏ هو مغن مؤلف أمريكي، ولد في 19 أغسطس 1944.

## وصلات خارجية
- الموقع الرسمي
- إيدي ريفن على موقع IMDb (الإنجليزية)
- إيدي ريفن على موقع ميوزك برينز (الإنجليزية)
- إيدي ريفن على موقع ديسكوغز (الإنجليزية)